# Pasteur (Q139)
Pour les articles homonymes, voir Pasteur.
Le Pasteur est un sous-marin français de la classe 1 500 tonnes. Lancé en 1928, il appartient à la série M6.

## Histoire

### Développement
Le Pasteur fait partie d'une série assez homogène de 31 sous-marins océaniques de grande patrouille, aussi dénommés 1 500 tonnes en raison de leur déplacement. Tous sont entrés en service entre 1931 (Redoutable) et 1939 (Sidi-Ferruch).
Longs de 92,30 mètres et larges de 8,10, ils ont un tirant d'eau de 4,40 mètres et peuvent plonger jusqu'à 80 mètres. Ils déplacent en surface 1 572 tonnes et en plongée 2 082 tonnes. Propulsés en surface par deux moteurs Diesel d'une puissance totale de 6 000 chevaux, leur vitesse maximum est de 18,6 nœuds. En plongée, la propulsion électrique de 2 250 chevaux leur permet d'atteindre 10 nœuds.
Appelés aussi « sous-marins de grandes croisières », leur rayon d'action en surface est de 10 000 milles nautiques à 10 nœuds et en plongée de 100 milles nautiques à 5 nœuds.
Mis en chantier le 5 juillet 1926 avec le numéro de coque Q139, le Pasteur est lancé le 19 août 1928 et mis en service le 1er septembre 1932.

### Seconde Guerre mondiale
Il est affecté, au début de la Seconde Guerre mondiale, à la 2e division de sous-marins, basée à Brest, qu'il forme avec le Casabianca, l'Achille et le Sfax.
La 2e DSM patrouille  au large des ports de la côte nord de l'Espagne, où s'est réfugiée une partie de la flotte de commerce allemande, suspectée de servir de ravitailleurs aux U-Boote allemands, du début de la guerre jusqu'au 30 octobre. Pendant l'hiver 1939-1940, les Achille, Casabianca, Pasteur et Sfax escortent trois convois de cargos alliés (convoi HX 12) depuis Halifax jusqu'en Grande-Bretagne. La division est ensuite basée à partir du 22 mars au port britannique de Harwich puis, à partir du 17 avril, à Dundee, en Écosse, dans le but de surveiller la mer du Nord et l'avancée allemande en Norvège. Lors du départ pour Dundee, le 18 avril, le Pasteur est accroché par l'Achille, qui endommage une barre de plongée et un arbre d'hélice. Conduit en remorque à Cherbourg puis à Brest le 15 juin, il y est sabordé le 18 juin à 19 heures, ne pouvant appareiller.